# IPhoto
iPhoto er et digitalt fotoalbum udviklet og udgivet af soft- og hardware producenten Apple, udelukkende til Mac OS X. Programmet er en del af software-pakken iLife, som medfølger alle nye Macintosh. iPhoto kan importere, organisere, behandle, printe og dele digitale fotos.
iPhoto tillader brugere at importere billeder fra digitalkameraer, scannere, billed-CD'er og internettet. Stort set alle digitalkameraer og scannere er understøttet uden ekstra software. iPhoto understøtter også de mest almindelige fil-formater.

## Tidslinie
- 7. januar 2002: iPhoto version 1 blev frigivet på Apple's hjemmeside, hvor den kunne hentes gratis.
- 7. januar 2003: Præcis et år efter udkom iPhoto 2, som en del af software-pakken, iLife. Programmet var stadig tilgængelig gratis på hjemmesiden for folk med ældre udgaver af Macintosh.
- 6. januar 2004: iPhoto 4 blev frigivet som en del af iLife '04. Nye værktøjer blev tilføjet, f.eks. "Smart Albums", deling af fotos på et lokalt datanet, bedre visning af slideshow og understøttelse af op til 25.000 billeder. iPhoto 4 var kun tilgængelig i pakken iLife '04 eller ved køb af en ny Mac.
- 11. januar 2005: iPhoto 5 blev frigivet som en del af iLife '05. For første gang var det muligt at importere RAW-billedformatet og MPEG-4-videoformatet. Den nye version havde også bedre billedbehandling, søgefunktion, flere slideshow-muligheder og nye bog-designs. iPhoto 5, var som forgængeren kun tilgængelig i iLife '05 eller ved køb af en ny Mac.
- 11. januar 2006: iPhoto 6 blev frigivet. Der blev tilføjet en forbedret scrolling og mulighed for fuldskærmsredigering af billeder. Photocasting blev introduceret, kun tilgængelig for .Mac (nu MobileMe) -medlemmer, og er en podcast for billeder. Brugeren kunne også lave postkort og kalendere med brug af sine fotos i albummet. Programmet fik endvidere et nyt udseende, baseret på iTunes 5.0 og nyere.

Alle versioner af iPhoto kan kun køre på Mac OS X.

## Fil-formater
iPhoto kan importere følgende fil-formater:
- BMP
- GIF
- JPEG/JFIF
- MacPaint
- PICT
- PNG
- Photoshop (med "layers")
- SGI
- Targa
- FlashPix
- TIFF

iPhoto kan eksportere følgende fil-formater:
- JPEG
- TIFF
- PNG

## Eksterne links
- Apple – iLife

| Software | Spire Denne artikel om software og programmering er en spire som bør udbygges. Du er velkommen til at hjælpe Wikipedia ved at udvide den. |